# Evemero Nardella
Evemero Nardella (Foggia, 25 settembre 1878 – Napoli, 23 aprile 1950) è stato un compositore e cantante italiano, autore di musiche napoletane su testi di alcuni dei più famosi poeti napoletani, tra cui si possono ricordare Libero Bovio ed Ernesto Murolo.

## Biografia
Frequenta il Conservatorio di Napoli sotto la guida di Camillo De Nardis, diplomandosi al Conservatorio in composizione.
Direttore d'orchestra e compositore.
Si impegnò a mettere in musica le parole dei più grandi poeti del suo tempo, realizzando così anche alcune delle più belle canzoni della musica napoletana.
Le sue canzoni più famose sono:
- Suspiranne, con testo di Ernesto Murolo;
- Surdate, con testo di Libero Bovio;
- Chiove, con testo di Libero Bovio[1];
- A furastera, con testo di Libero Bovio e Ernesto Murolo;
- O paese 'e Maria, con testo di Gennaro Ottaviano;
- Ammore 'e femmena, con testo di E. A. Mario;
- Buonasera ammore, con testo di Rocco Galdieri;
- Che t'aggia di'!, con testo di Corrado Della Gatta;
- Mmiez' 'o ggrano, scritta con Eduardo Nicolardi;
- Matenata, con testo di Ernesto Murolo.

Inoltre, nel 1913 Evemero Nardella ha composto la musica dell'Inno Nazionale albanese commissionato per il brevissimo Regno d'Albania che sarebbe nato dopo pochi mesi sotto lo scettro di Wilhelm von Wied (Guglielmo di Wied) che regnò per soli sei mesi. Le parole di questo rarissimo e inno, sostituito subito dopo da quello attuale, sono state scritte da Lonith Logory.
Lo spartito originale dell'Inno albanese composto da Nardella per il Regno di von Wied, venne pubblicato da Capolongo-Feola a Napoli nel 1913.